# ウェストチェスターカントリークラブ
ウェストチェスターカントリークラブ（Westchester Country Club）は、アメリカ合衆国ニューヨーク州のハリソンにある会員制カントリークラブ。スポーツマンのための施設として1922年に創立された。40年以上にわたりプロゴルファーや観客に人気を博したPGAツアートーナメントであるウェストチェスタークラシックの開催地だったことで知られている。ウォーレンアンドウェットモア (Warren and Wetmore) 社の設計による歴史的クラブハウスや、いずれもウォルター・トラビス (Walter Travis) 設計による18ホールのチャンピオンシップクラスのゴルフコースが2つある。これらとは別に、マナーシング島 (Manursing Island) には9ホールのゴルフコース、室内水泳プール、グラステニスコート、専用ビーチ、屋外プールとレストラン施設がある。

## 歴史
ホテル経営者だったジョン・マッケンティー・バウマン (John McEntee Bowman) は、ニューヨークシティーに勤務するビジネスマンが容易に通うことができ、そこでゴルフ、乗馬、ポロ、テニスその他を楽しめる施設の建設を構想していた。そしてホバートパークエステート (Hobart Park Estate) と呼ばれていた650エーカーにおよぶ土地を買収し、そこにウェストチェスタービルトモアカントリークラブ (Westchester Biltmore Country Club) を創設した。
ウェストコースはチャンピオンシップコースとして設計され、1963年以降PGM主催トーナメントを開催してきた。サウスコースは元々女性やハンディキャップの多いゴルファー向けに設計されたが、1997年にティーの新設、グラスバンカーやウォーターハザード、新しいグリーン設置などの改修が行われ、ウェストコース同様のローハンディキャップゴルファー向きのコースとなった。

## 開催大会
- 全米女子アマチュア選手権（1923年）、イーディス・カミングスが優勝[3][4]。

- 近年はPGAノーザントラストトーナメントと呼ばれる大会の前身であったウェストチェスタークラシックはここで長年にわたり開催されてきた。このトーナメントは当初、ウィリアム・ミッチェル・ジェニングスが創設し[5]、隣接のゴルフ場であるアパワミスクラブで "United Hospital of Port Chester" の資金援助のために行われたワンデイプロアマ大会を起源としている[6][7]。その後短期間サンダーバードクラシックという大会名を経たのちウェストチェスタークラシックとなった。サンダーバードは1963年、64年、65年と続いた。ウェストチェスターでは1966年まではツアー大会は行われなかったが、1967年以降2007年までPGAツアーの常連大会であった。

第1回の大会は雨で順延となり、水曜日にジャック・ニクラスの優勝が決まり50,000ドルの賞金を手にした。ウェストチェスターで最後の、且つフェデックスカッププレーオフの第1回大会はスティーブ・ストリッカーが優勝した。2008年1月14日、ジャーナルニュース誌上にPGAツアーはウェストチェスターとの提携を解消するつもりであることが発表された。2007年の大会においてタイガー・ウッズはその直前の 2大会（WGC-ブリヂストンと全米プロ）に優勝したにもかかわらずこの大会を欠場したこと、およびその結果としてテレビ放送の視聴率と入場観客数が低かったことが理由とされた。同月26日にはPGAツアーとウェストチェスターカントリークラブ (WCC) の間で合意がなされ、開催地をニュージャージー州パラマスのリッジウッドカントリークラブに移す代わりに WCC は110万ドルを受け取ることになった。以降、スポンサーが替わるたびに大会名は何度かにわたり変更されている。
- 二番目の合意は、ウェストチェスターでチャンピオンズツアーのメジャー大会の一つを開催するというもので、コンステレーションエナジーシニアプレーヤーズ選手権が改修されたウェストコースで2011年に開催され、フレッド・カプルスが優勝した。

- 2015年6月にはLPGAメジャー大会である全米女子プロゴルフ選手権が開催され、パク・インビが優勝した。

- 2021年には通算2回目の全米女子アマチュア選手権が開催された[3]。

## 写真集

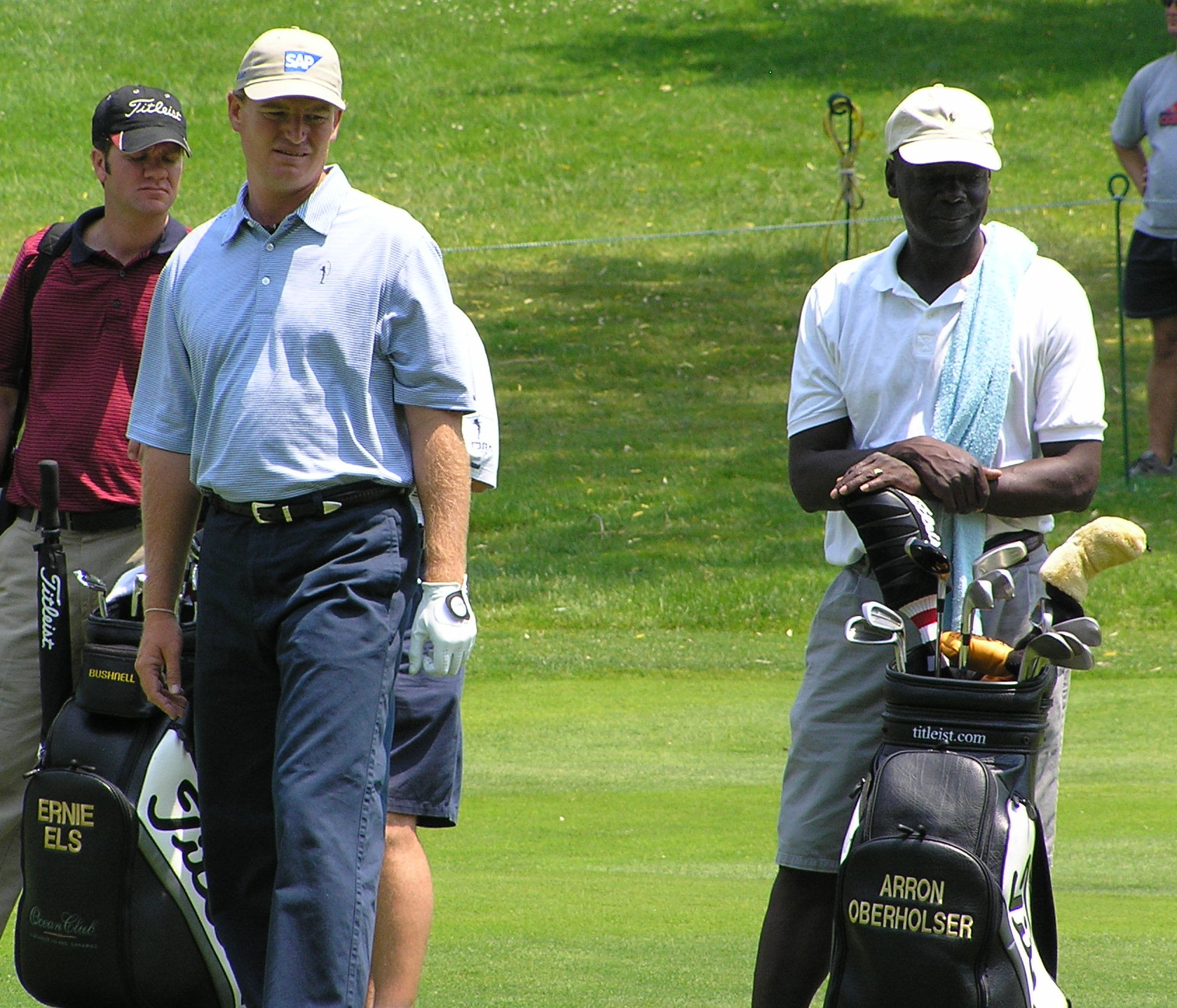
2006年のビュイッククラシックにおけるアーニー・エルス（左）
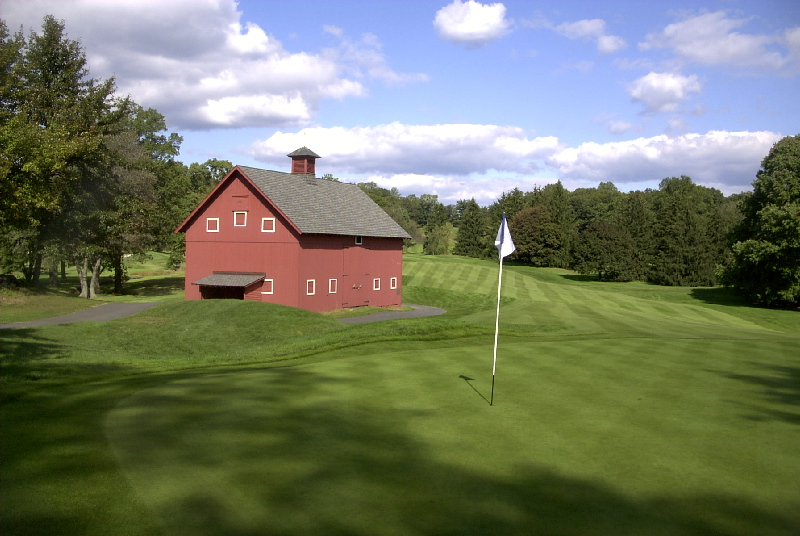
南コース9番ホール
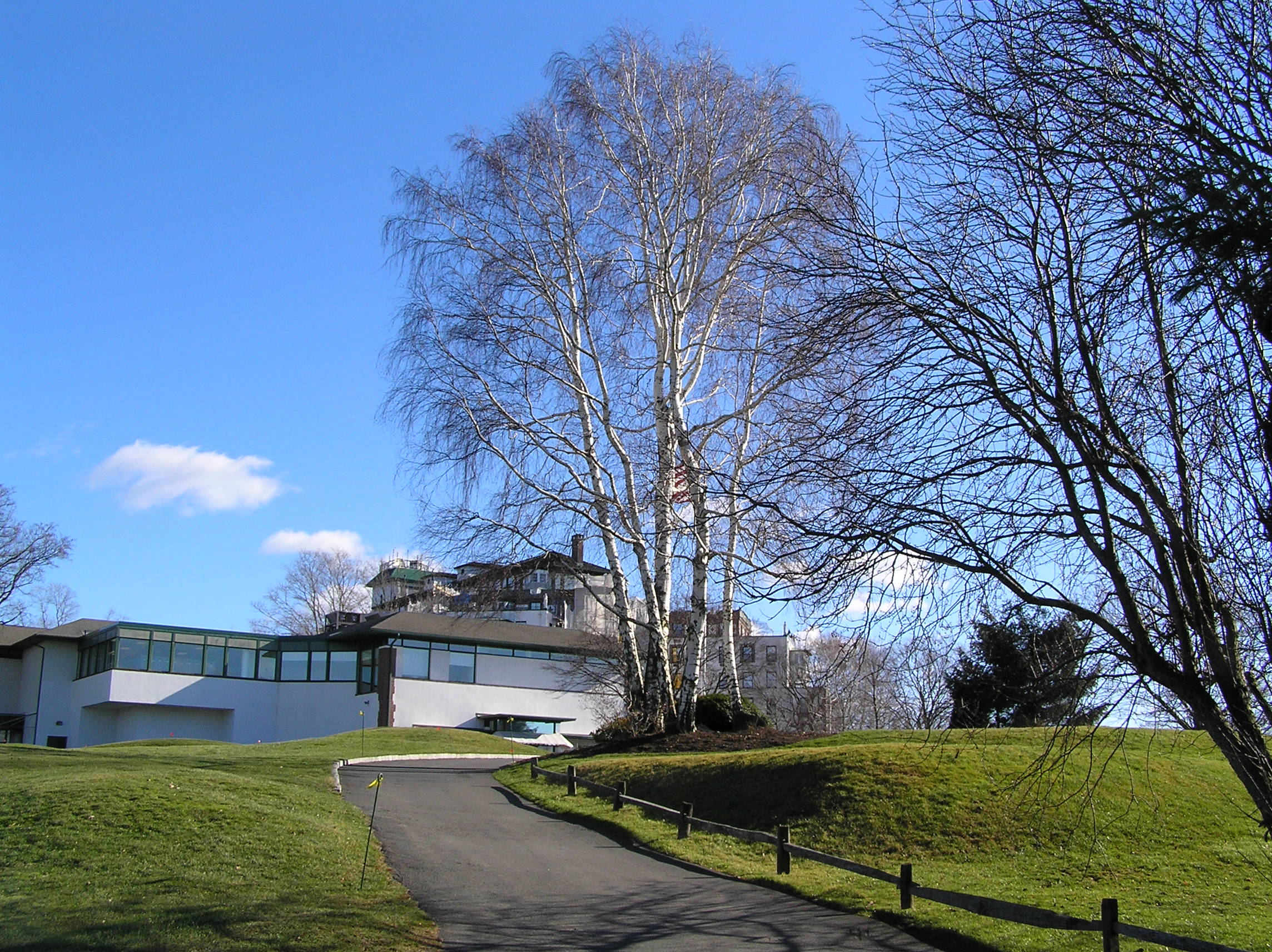
2006年のクリスマスイブ
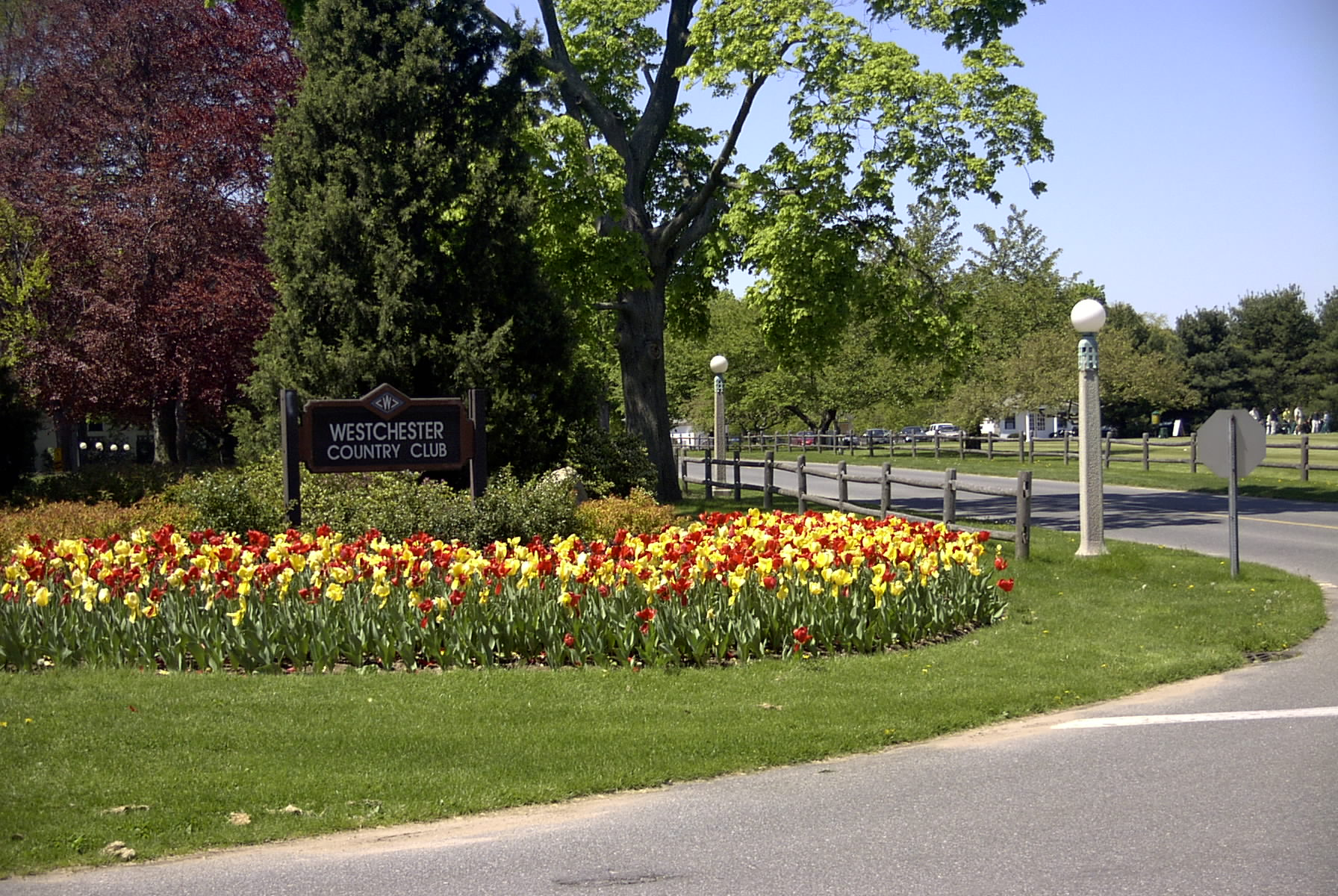
花壇
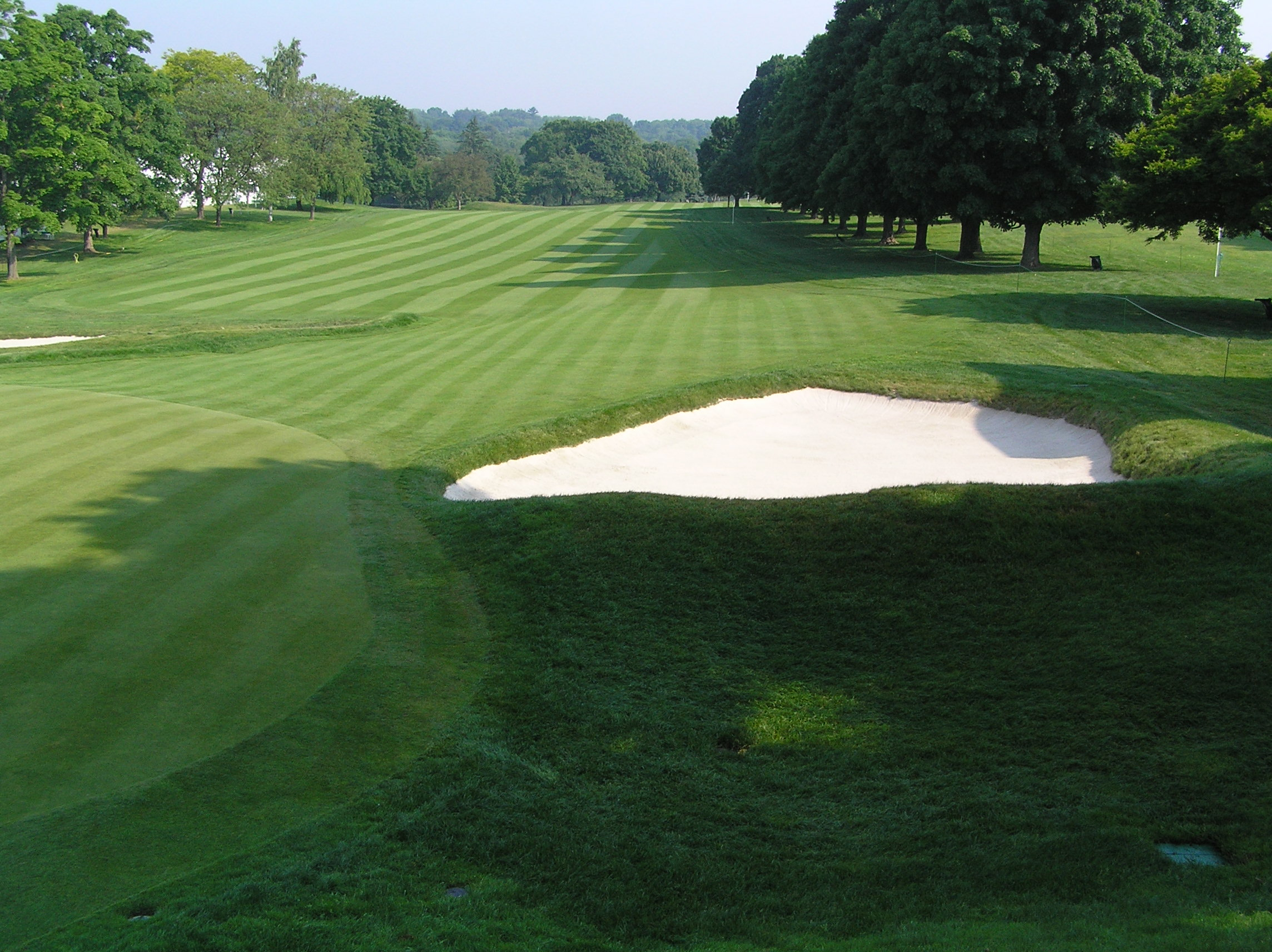
西コース9番ホール
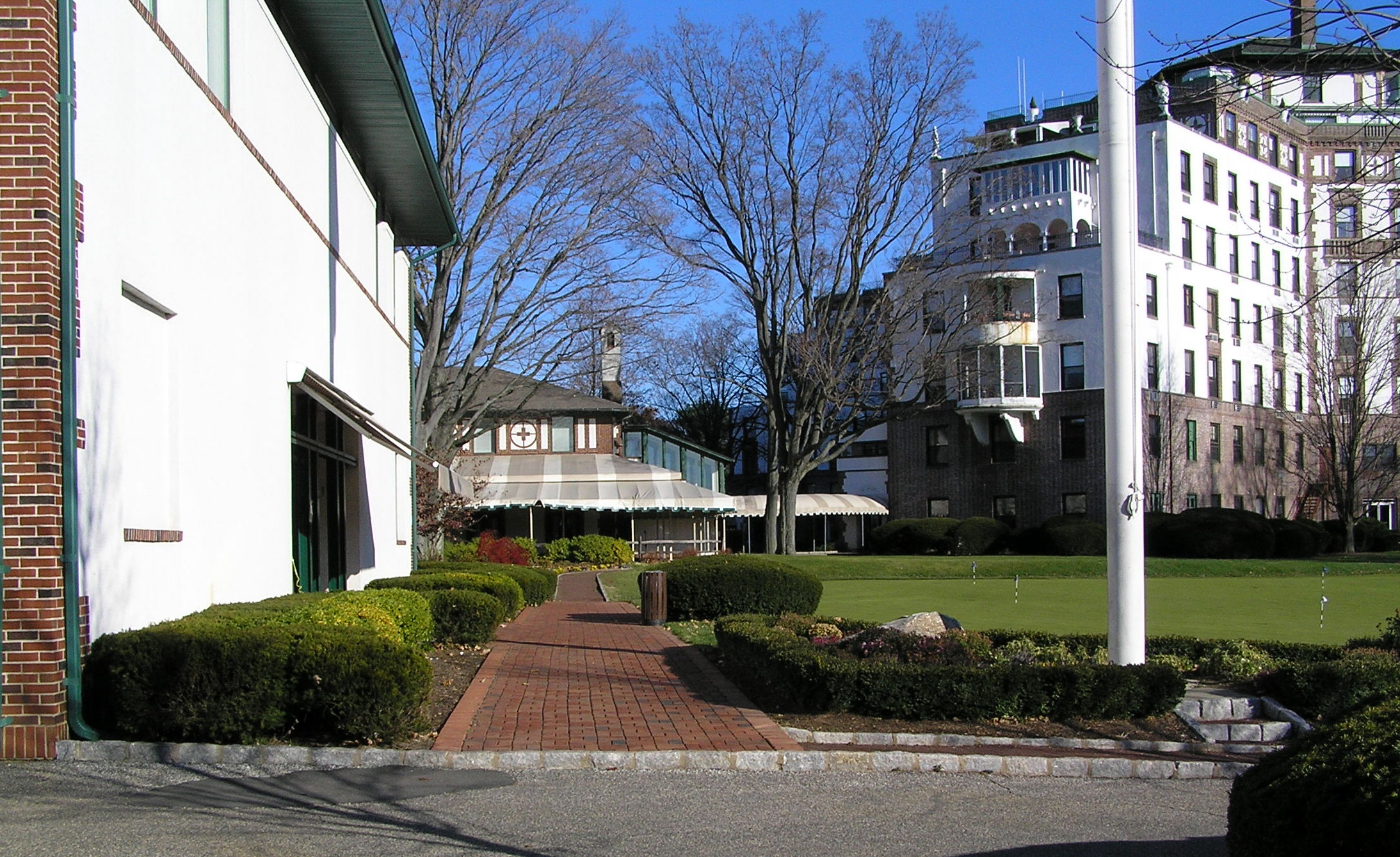
チェックインする所
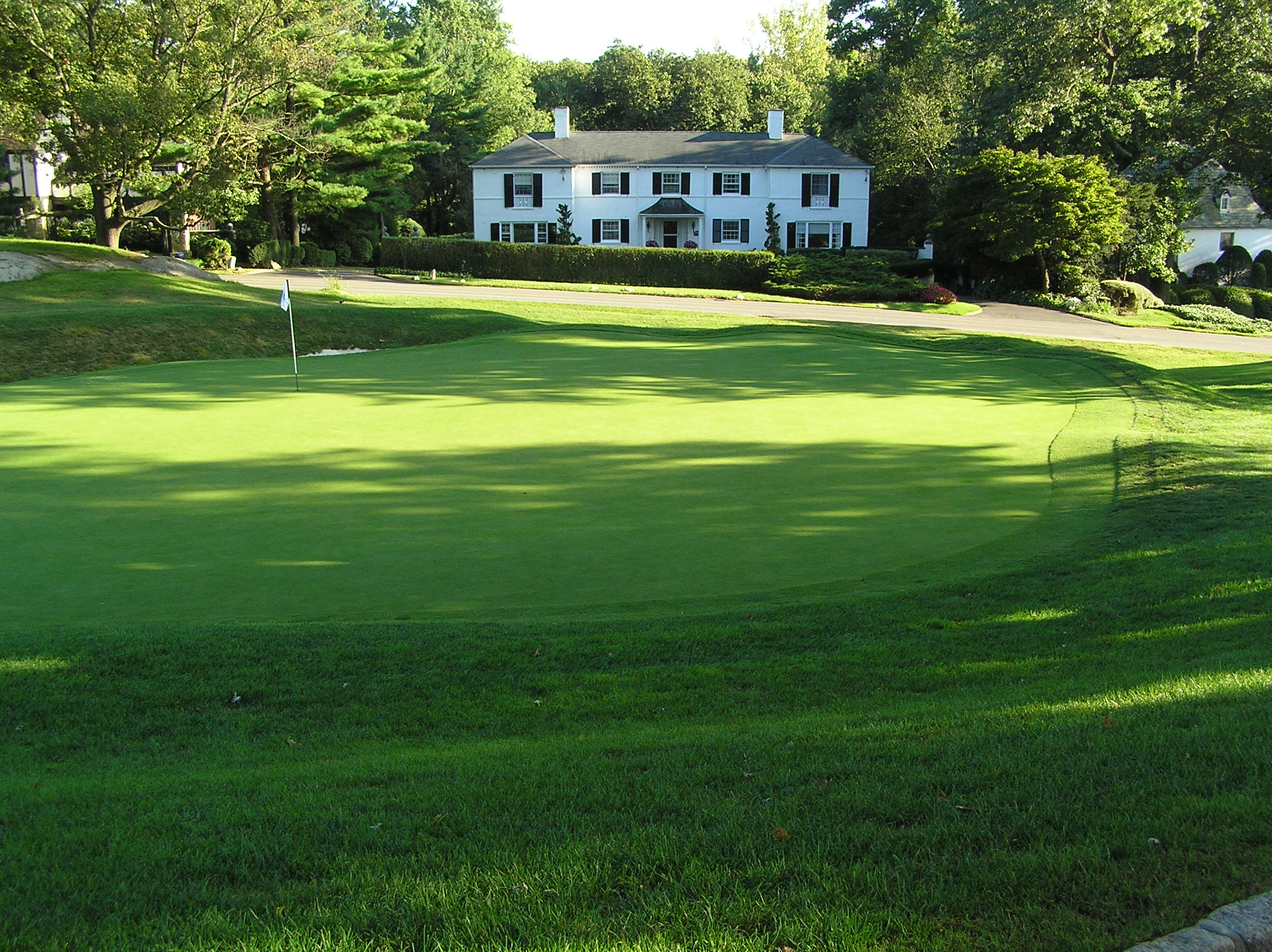
南コース3番ホールのグリーン
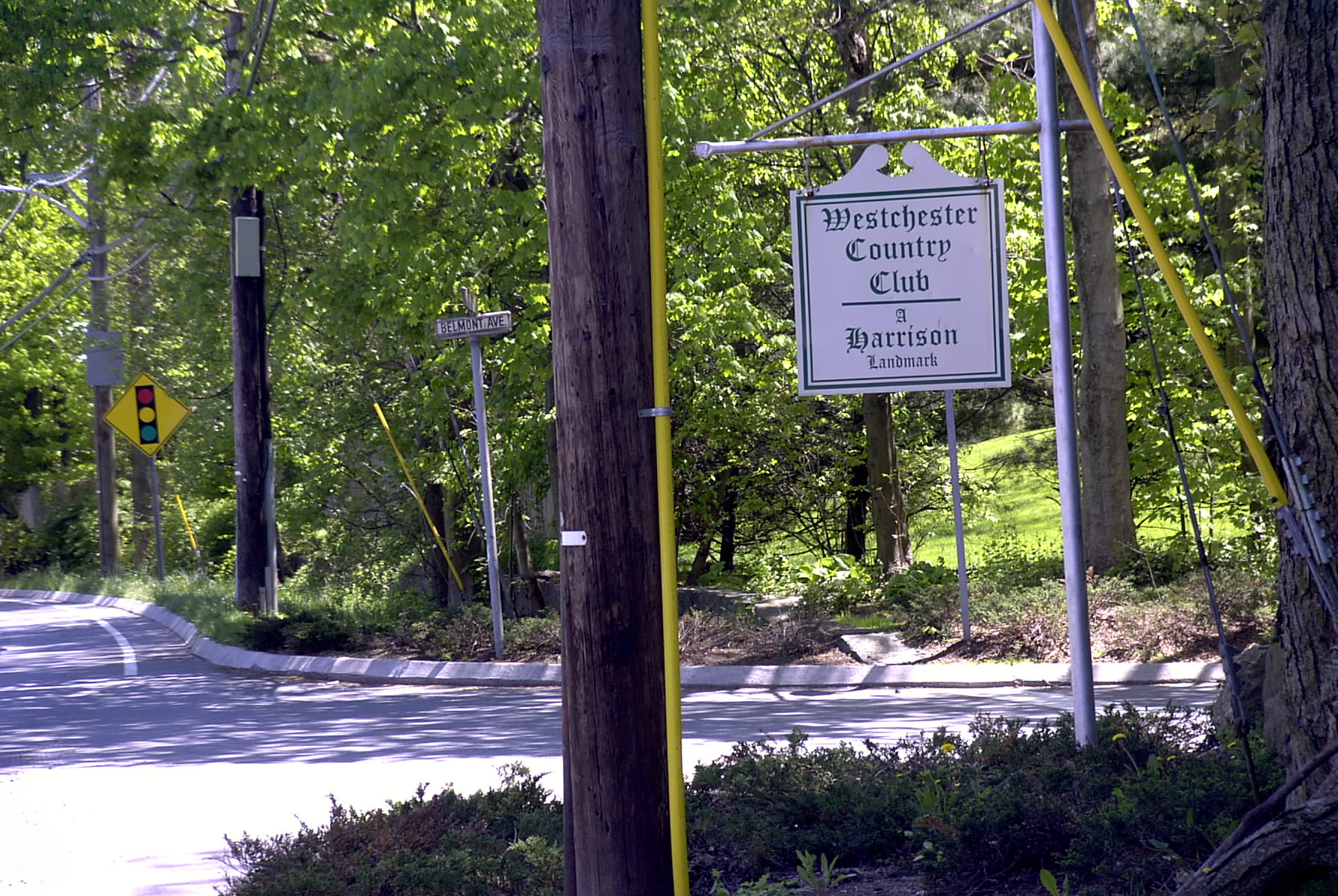
ポリーパークロードに面したエントランス
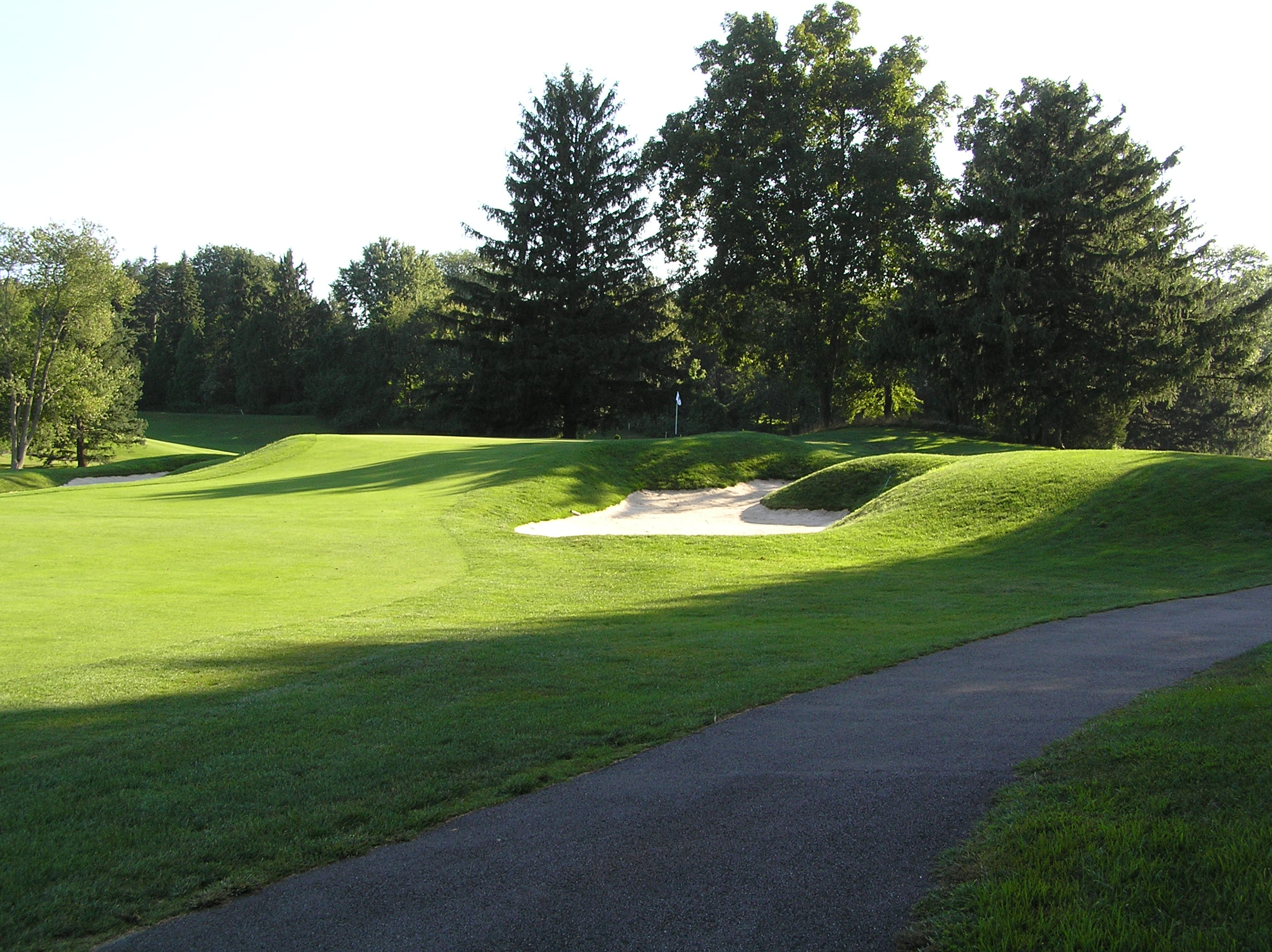
南コースの9番ホール